# Hugo von Seckendorff-Gutend
Hugo Freiherr von Seckendorff-Gutend (* 6. Mai 1855 in Dresden; † 13. Januar 1891 ebenda) war ein deutscher Landschafts-, Genre- und Orientmaler der Düsseldorfer Schule.

## Leben

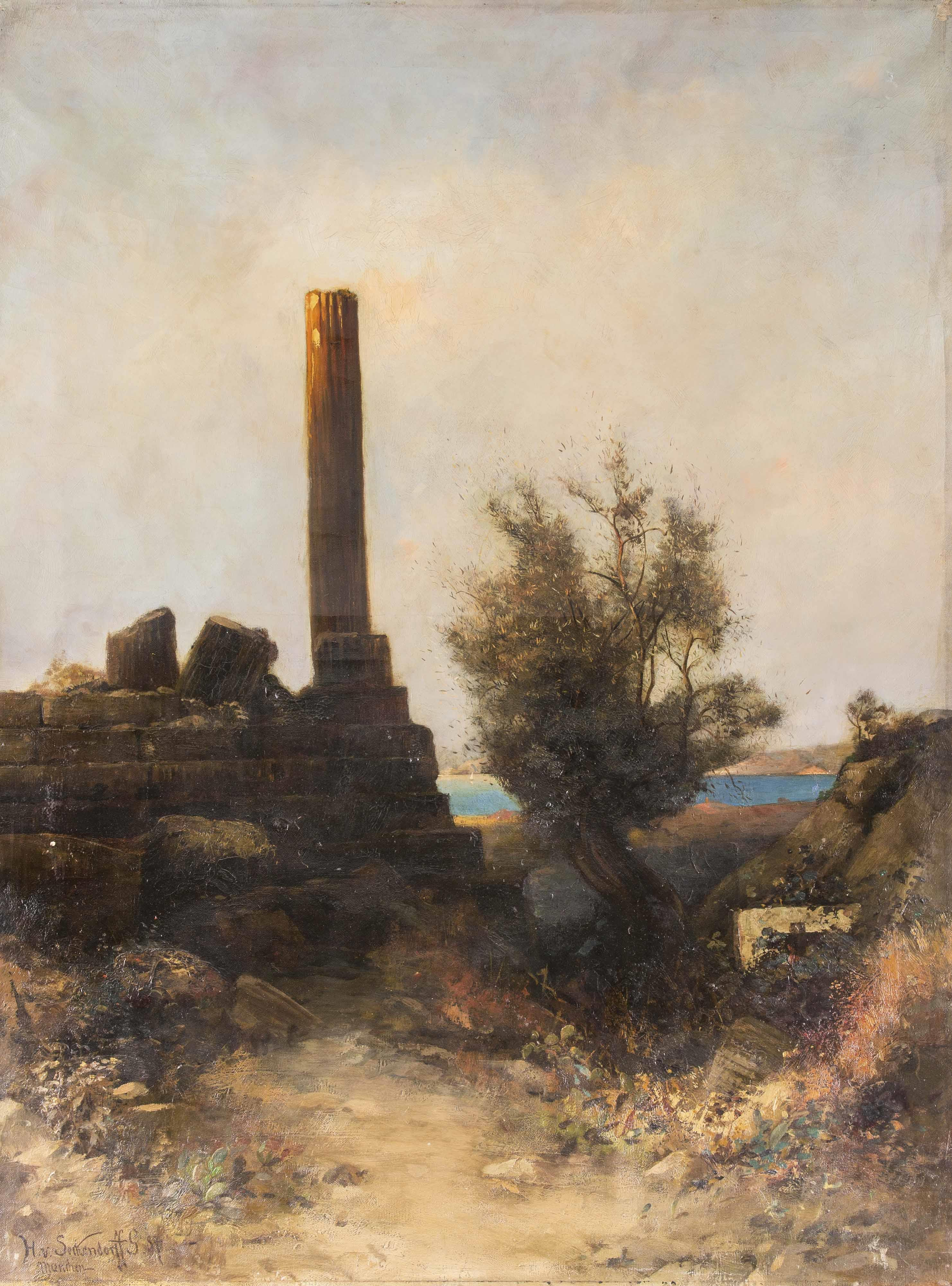
Antike Tempelruine, 1887

Hugo von Seckendorff-Gutend, ein Spross des Adelsgeschlechts Seckendorff, war Sohn von Hugo von Seckendorff-Gutend (* 20. November 1831; † 4. Februar 1855 in Gera) aus dessen Ehe mit Auguste Eleonore Christiane Marie Eyring (* 1829). Seine einzige und ältere Schwester war Marie von Seckendorff-Gutend (* 1854), die sich am 22. September 1873 in Düsseldorf mit Alfred von Jeß vermählte, einem königlich-preußischen Premier-Lieutenant des Niederrheinischen Füsilier-Regiments Nr. 39. Ein Halbbruder seines Vaters war Arthur von Seckendorff-Gutend, der zum Dr. phil. promoviert war und als k. k. Regierungsrat und Leiter des forstlichen Versuchswesens in Österreich lebte.
Hugo von Seckendorff-Gutend studierte in den Jahren 1873 und 1874 Malerei an der Kunstakademie Düsseldorf. Dort waren Andreas Müller sein Lehrer und Heinrich Lauenstein sein Hilfslehrer. Am 9. November 1876 schrieb er sich zum Studium an der Königlichen Akademie der Bildenden Künste München ein.
Von 1879 bis 1885 diente er als Offizier der Preußischen Armee im 2. Hessischen Husaren-Regiment Nr. 15. In den 1880er Jahren lebte er als Maler in München, wo er 1885 als Mitglied des Kunstvereins München verzeichnet ist. 1880 stellte er in Düsseldorf auf der 4. Allgemeinen Deutschen Kunst-Ausstellung eine „Architektur aus Cairo“ aus. Im folgenden Jahr präsentierte er auf der Berliner akademischen Kunstausstellung eine „Ruine bei Karnak, Oberägypten“. Auch in Hamburg, Dresden, Wien und München zeigte er seine Bilder auf großen Ausstellungen.